# Il cratere
Pour plus de détails, voir Fiche technique et Distribution.
Il cratere est un film de 2017 réalisé par Silvia Luzi et Luca Bellino. Il s'agit du premier film de fiction des deux réalisateurs. Le film est présenté à la Mostra de Venise pour la Semaine de la critique en septembre 2017 et sort au cinéma en Italie le 12 avril 2018.

## Synopsis
Rosario est un vendeur ambulant qui, dans l'espoir d’une vie meilleure pour lui et sa famille, est obsédé par le talent pour le chant de sa fille, la jeune Sharon.

## Fiche technique
- Titre original : Il cratere
- Année de production : 2017
- Réalisation : Silvia Luzi, Luca Bellino
- Scénario : Silvia Luzi, Luca Bellino, Rosario Caroccia
- Décors :
- Costumes :
- Photographie : Nicola Daley
- Son : Daniela Bassani, Marzia Cordò, Stefano Grosso, Giancarlo Rutigliano
- Montage : Silvia Luzi, Luca Bellino
- Musique : Alessandro Paolini
- Production : Silvia Luzi, Luca Bellino
- Sociétés de production :
- Société de distribution : La Sarraz Pictures
- Budget :
- Pays d'origine :  Italie
- Langue originale : italien
- Format : couleur
- Genre : drame
- Durée : 93 minutes
- Dates de sortie :
  -  Italie : 21 avril 2018

## Distribution
- Sharon Caroccia : Sharon
- Rosario Caroccia : Rosario
- Tina Amariutei :
- Assunta Arcella :
- Imma Benvenuto :
- Eros Caroccia :
- Mariaelianna Caroccia :
- Rosario Junior Caroccia :
- Rosario Petrone :
- Davide Russo :
- Genny Valentino :